# Relaciones Nicaragua-Osetia del Sur
Las relaciones bilaterales entre Nicaragua y Osetia del Sur comenzaron con el reconocimiento de la independencia de Osetia del Sur y Abjasia, el 5 de septiembre de 2008.
Después de que se anunciara el reconocimiento, el Ministerio de Relaciones Exteriores de Nicaragua declaró que iban a establecer de inmediato las relaciones con Tsjinval y eventualmente designar a un embajador a la República. En una conferencia de prensa en noviembre de 2008, el ministro de relaciones exteriores nicaragüense, Samuel Santos López, dijo: «Ciertamente, creemos que la decisión [de reconocer la independencia de Abjasia y Osetia del Sur] era justa y apropiada. Ellos [las repúblicas] deben tener tiempo para los trámites internos. Coordinaremos la posibilidad y los términos de las relaciones diplomáticas directas en un momento conveniente. Obviamente y lógicamente, estaremos actuando a través de nuestros amigos, probablemente Rusia, para establecer contactos más estrechos y las relaciones diplomáticas [con las repúblicas]».
En una visita de Estado a Rusia en diciembre de 2008, el presidente de Nicaragua, Daniel Ortega, expresó su deseo de viajar a Abjasia y Osetia del Sur en el futuro, y afirmó que Nicaragua está en solidaridad con los pueblos de los dos países.
El reconocimiento de Osetia del Sur por Nicaragua provocó reacciones inmediatas de otros países involucrados en la disputa sobre el estatus de Osetia del Sur. Georgia respondió con el reconocimiento simultáneo de Nicaragua de Abjasia y Osetia del Sur, cortando las relaciones diplomáticas con el Estado centroamericano a finales de noviembre de 2008. Rusia ofreció fortalecer los vínculos con Nicaragua y proporcionar ayuda a Nicaragua para reconstruir las zonas dañadas por huracanes. El Secretario de Comercio de Estados Unidos canceló un viaje a Nicaragua, con el embajador estadounidense en Managua diciendo: «no es el momento apropiado para la visita».
Del 18 al 21 de julio de 2010, una delegación de Abjasia visitó Nicaragua encabezado por el presidente Serguéi Bagapsh. El 19 de julio, la delegación estuvo acompañada por una delegación de Osetia del Sur encabezada por el presidente Eduard Kokoity. El mismo día, ambos presidentes asistieron a los eventos oficiales para el 31° aniversario de la Revolución Sandinista.
El 25 de junio de 2012, el presidente surosetio Leonid Tibilov nombró a Nariman Kozaev como embajador en Nicaragua, residiendo en Tsjinval. Daniel Ortega recibió las cartas credenciales del primer embajador en Nicaragua el 6 de septiembre de 2011.